# Lambertus Johannes Loyen
Lambertus Johannes "Hans" Loyen (Vorst (Tönisvorst), 13 april 1918 - Eindhoven, 6 augustus 1980) was een Nederlandse veroordeelde oorlogsmisdadiger. Hij groeide op in Duitsland als zoon van een Duitse moeder en Nederlandse vader. Hij trad in 1941 in dienst van de Waffen-SS, naar eigen zeggen onder druk van zijn sociale omgeving. Vervolgens werd hij kampbewaker in een concentratiekamp nabij Babroejsk, een stad in het tegenwoordige Wit-Rusland. Daar werd hij medeverantwoordelijk voor de moord op ruim 1400 Joodse gevangenen. Na zijn arrestatie bekende Loyen eigenhandig '100 tot 120' Joden te hebben vermoord. Tijdens de rechtszaak kwamen vele gruwelijkheden aan het licht.
Aanvankelijk werd hij in 1947 vrijgesproken door het Tribunaal in Amsterdam, waarna hij zich in het Limburgse Heythuysen vestigde. In 1976 werd hij opnieuw gearresteerd, waarna hij in datzelfde jaar door de Bijzondere Strafkamer van de Rechtbank te Roermond werd veroordeeld tot een levenslange gevangenisstraf. In 1980 wist Loyen te ontsnappen uit de rijkspsychiatrische inrichting te Eindhoven. Hij overleed vervolgens na een aanrijding met een trein. Of het hier een zelfdoding betrof of een ongeluk is nooit duidelijk geworden. De officiële lezing ging uit van zelfdoding.
Loyens zaak speelde zich af parallel aan de zaak-Menten.

## Publicaties
- Peter Hamans: De beul van Bobruisk - portret van oorlogsmisdadiger Hans Loyen. Horn, 2020 www.beulvanbobruisk.nl
- Paul van de Water: In dienst van de nazi's. Gewone mensen als gewelddadige collaborateurs. Uitgeverij Omniboek, Utrecht, 2020. ISBN 978-9401916097